# Taubenturm Orgemont
Koordinaten: 48° 59′ 4,6″ N, 2° 26′ 30,9″ O

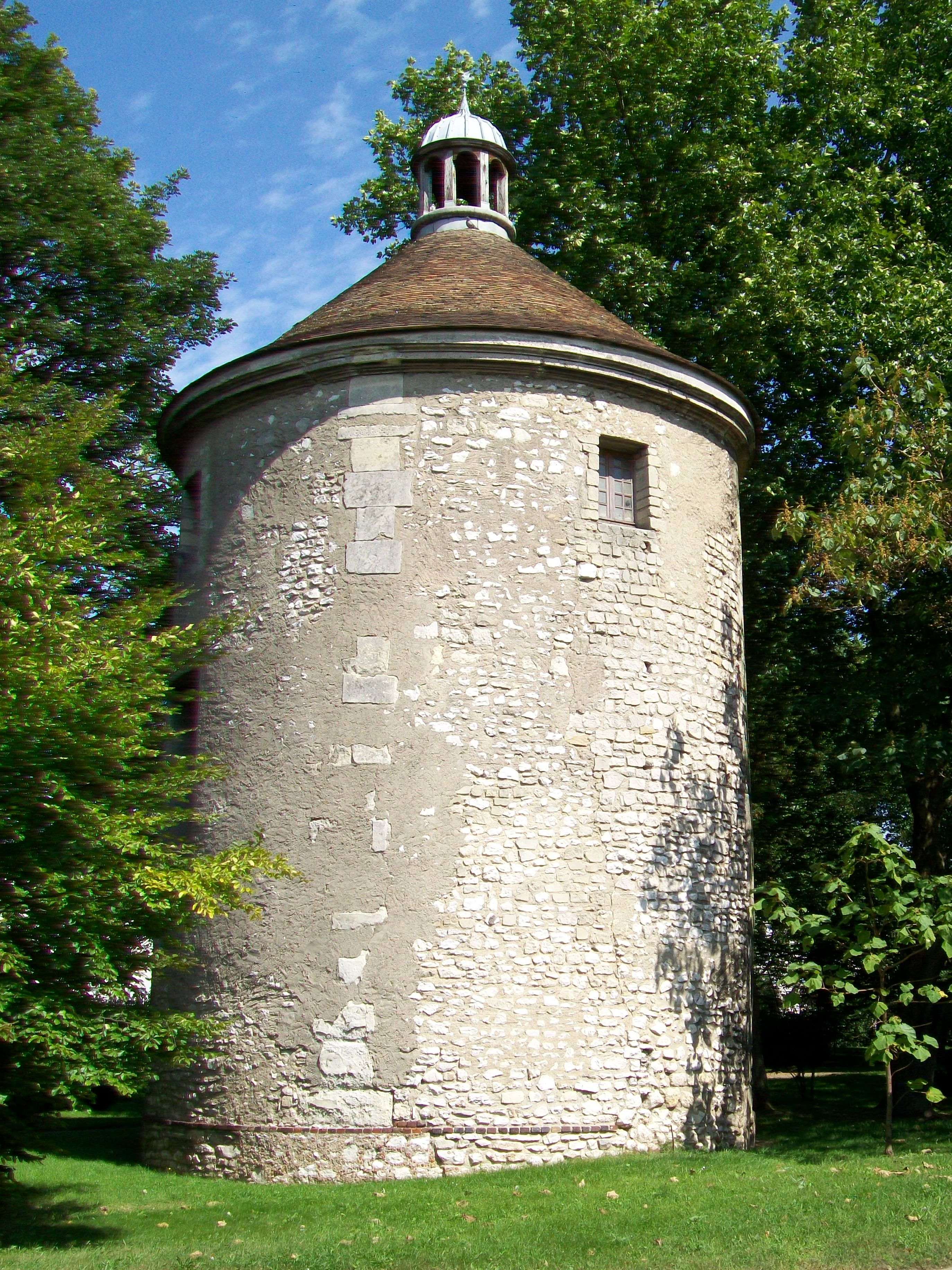
Taubenturm in Gonesse

Der Taubenturm Orgemont (frz. colombier für Taubenturm) in Gonesse, einer französischen Gemeinde im Département Val-d’Oise in der Region Île-de-France, ist ein Taubenturm, der im 14./15. Jahrhundert errichtet wurde. Das Bauwerk an der Nr. 1 rue de Paris steht seit 1973 als Monument historique auf der Liste der Baudenkmäler in Frankreich.

## Beschreibung
Der runde Taubenturm, der zum Bauernhof Orgemont gehört, besteht aus Bruchsteinen. Der Turm wird von einem Dach mit flachen Ziegeln gedeckt. Das Gebäude wird von einer Laterne mit Runddach aus Zink abgeschlossen.